# Luddeweer
Luddeweer est un village situé dans la commune néerlandaise de Midden-Groningue, dans la province de Groningue. En 2009, le village comptait environ 60 habitants.